# Полое (Тюменская область)
Полое — деревня в Армизонском районе Тюменской области России. Входит в состав Южно-Дубровинского сельского поселения.

## История
«Ревизские сказки по Армизонской волости, 1812 г.» содержат запись: д. Полая вновь заведенная. Всего 6 дворов.
«Ревизские сказки по Армизонской волости, 1816 г.» содержат запись: д. Полая. Всего 6 дворов, 21 муж.д., 34 жен.д.
«Ревизские сказки по Армизонской волости, 1850 г.» содержат запись: д. Полая. Всего 13 дворов, 84 муж.д., 74 жен.д.
В «Списке населенных мест Российской империи» 1871 года издания (по сведениям 1868—1869 годов) населённый пункт упомянут как казённая деревня Полая Ишимского округа Тобольской губернии, при озере Половском, расположенная в 165 верстах от окружного центра города Ишим. В деревне насчитывалось 45 дворов и проживало 207 человек (112 мужчин и 95 женщин).
В 1926 году в деревне имелось 92 хозяйства и проживало 466 человек (217 мужчин и 249 женщин). В административном отношении являлась центром Половского сельсовета Армизонского района Ишимского округа Уральской области.

## География
Деревня находится в южной части Тюменской области, в лесостепной зоне, в пределах Ишимской равнины, на восточном берегу озера Полого, на расстоянии примерно 21 километра (по прямой) к юго-юго-востоку (SSE) от села Армизонское, административного центра района. Абсолютная высота — 138 метров над уровнем моря.
Климат
Климат резко континентальный с теплым летом и суровой холодной зимой. Годовое количество осадков — 310 мм. Средняя температура января составляет −18,2 °C, июля — +18,1 °C.
Часовой пояс
Деревня Полое, как и вся Тюменская область, находится в часовой зоне МСК+2. Смещение применяемого времени относительно UTC составляет +5:00.

## Население
| 1989 | 2002 | 2010 |
| ---- | ---- | ---- |
| 96   | ↘72  | ↘57  |

Гендерный состав
По данным Всероссийской переписи населения 2010 года в гендерной структуре населения мужчины составляли 52,6 %, женщины — соответственно 47,4 %.
Национальный состав
Согласно результатам переписи 2002 года, в национальной структуре населения русские составляли 90 % из 72 чел.

## Инфраструктура
Действуют фельдшерско-акушерский пункт и магазин.

## Улицы
Уличная сеть деревни состоит из одной улицы (ул. Центральная).